# Miguel Riggs Baeza
Miguel Alonso Riggs Baeza (El Paso, Texas, Estados Unidos; 27 de octubre de 1975) es un político y empresario mexicano miembro del Partido Acción Nacional y fue diputado federal por el Distrito 6 de Chihuahua.

## Biografía
Nació en El Paso, Texas, Estados Unidos el 27 de octubre de 1975, siendo hijo de padres y abuelos mexicanos. Miguel es Licenciado en Comercio Exterior egresado de la Universidad Regional del Norte. Gran parte de su vida profesional la ha dedicado al ramo empresarial.

### Carrera deportiva
Riggs Baeza es aficionado al básquetbol y ha participado en diversos equipos, primeramente debutando como jugador universitario en el equipo de la Universidad Regional del Norte y posteriormente como jugador profesional. Entre los equipos profesionales destacan los Tigres de la Universidad Autónoma de Nuevo León. Posteriormente fue jugador de los Centauros de Chihuahua de la Liga de Básquetbol Estatal de Chihuahua.

### Carrera política
Riggs se afilió al Partido Acción Nacional en 1994. En 2010 fue elegido regidor del Ayuntamiento de Chihuahua por representación proporcional durante la administración de Marco Quezada Martínez de 2010 a 2013. Para 2013 se registró como precandidato a la Presidencia Municipal de Chihuahua, compitiendo por la candidatura del PAN con Teresa Ortuño Gurza y Guillermo Villalobos Madero, finalmente fue elegido candidato. En las elecciones constitucionales resultó perdedor frente al candidato de los partidos Revolucionario Institucional, de la Revolución Democrática, Verde Ecologista de México y Nueva Alianza, Javier Garfio Pacheco.
En 2016, Riggs Baeza fue postulado como candidato a Síndico Municipal de Chihuahua, por el PAN. En las elecciones constitucionales del 5 de junio resultó victorioso frente al candidato de la coalición "Por el Camino Seguro" conformada por los partidos Revolucionario Institucional, Verde Ecologista de México, del Trabajo y Nueva Alianza, Alfredo de la Torre. Tomó protesta al cargo el 10 de octubre de 2016.
El 20 de febrero de 2018 se anunció que Riggs sería candidato de Acción Nacional a diputado federal por el Distrito 6 en las elecciones de ese año. El 21 de marzo de 2018 renunció a la Sindicatura de Chihuahua para ser candidato de Por México al Frente a diputado federal por el Distrito 6, resultando finalmente electo como diputado federal para la LXIV Legislatura para el periodo 2018-2021, después de vencer al candidato del Movimiento Regeneración Nacional, Marcelino Gómez Brenes.
En 2021 Riggs renunció al PAN para buscar ser candidato del partido Movimiento Ciudadano a la presidencia municipal de Chihuahua en las elecciones de ese año. Finalmente, Riggs quedó en tercer lugar después de los candidatos del PAN y Morena.
En 2024, Riggs se unió a Morena, en donde fue postulado como candidato a diputado local al Congreso de Chihuahua por la vía plurinominal sin ser electo. Asimismo, fue postulado como candidato a regidor del Ayuntamiento de Chihuahua, siendo elegido como regidor de Morena durante la segunda administración de Marco Bonilla Mendoza de 2024 a 2027.